# René Baillaud
Pour les articles homonymes, voir Baillaud.
René Baillaud, né le 10 novembre 1885 à Toulouse et mort le 2 juillet 1977 à Besançon, est un astronome et inventeur français,. Il est connu pour son paraboloïde, tel que défini par le Larousse du XXe siècle : « Appareil employé dans le tir au son de l'artillerie de défense contre aéronefs pour déterminer la position d'un avion non visible dont on entend le bruit du moteur ».

## Biographie
Fils de Benjamin Baillaud et frère de Jules Baillaud, eux-mêmes astronomes, il a d'abord travaillé dans les observatoires de Nice (1910-1924) et de Marseille (1924-1930). De 1925 à 1930 il est aussi professeur à l'École d'ingénieurs de Marseille.
De 1930 à 1957, il est professeur à l'université de Besançon et directeur de l'observatoire de Besançon, depuis lequel il donne une nouvelle impulsion à la chronométrie, notamment en l'équipant d'une horloge à pression constante, installée dans une salle souterraine creusée à 5 mètres sous la bibliothèque pour garantir une température constante, l'observatoire participe alors à la constitution d'un réseau du temps. Il participe également en 1930 à la fondation de la Société française de chronométrie dont il est le premier secrétaire général, et, en 1931, à la création des Annales françaises de chronométrie.
Il fait aussi installer un astrographe triple du type « carte du Ciel ». Le président de la Commission de la Carte du Ciel de l'Union astronomique internationale n'est autre, à partir de 1935, que Jules Baillaud, le frère de René Baillaud. Il n'en faut  pas plus pour que Besançon rejoigne enfin les rangs des observatoires impliqués dans ce vaste programme.
Il est élu correspondant de l'Académie des sciences le 25 mai 1970 (section de géographie et navigation).

## Invention
Dès 1917, René Baillaud travaille au développement d'un appareil pour détecter l'approche des avions à l'aide du son qu'ils émettent. Il s'agit d'une antenne parabolique qui concentre et renvoie les ondes sonores vers son point focal où un récepteur les redirigent vers les opérateurs. Avec un réflecteur de 3 m de diamètre, ils arrivent à entendre un avion volant à une distance entre 8 et 12 km. Le pointage en azimut et élévation permet de repérer la provenance de l'aéronef alors que les bruits qui sont à plus de 20° ou 30° de son axe de recherche sont éliminés.
Son paraboloïde fonctionne ainsi selon le même principe que le radar à ondes entretenues en réception et lui est antérieur. Il permettait donc de repérer la position exacte des avions sans les voir, uniquement au son, et de pointer les tirs de DCA avec une grande précision, ce qui était très remarquable, pendant la Première Guerre mondiale, pour repousser les attaques de nuit des bombardiers allemands. Il représentait de surcroît une avance technologique exceptionnelle de la France sur l'Allemagne.

## Sources, bibliographie
- René Baillaud, Baillaud, famille d'astronomes, Besançon, rédaction à la demande de l'Académie des sciences de Saxe zu Leipzig (J.C. Poggendorff bibliographisch-litterarisches Handwörterbuch, Band VII b), 1967
- Unité de temps, William Markowitz, Paul Libessart, René Baillaud Observatoire national de Besançon, 1955
- Annales françaises de chronométrie. 1948-1949 Baillaud (René); Haag (Jules)
- Détermination de l'heure au moyen de l'instrument photographique des hauteurs égales, par René Baillaud. Presses universitaires de France, 1923